# Mount Temple (Schiff)
Die Mount Temple war ein 1901 in Dienst gestelltes Passagierschiff, das ab 1903 der kanadischen Reederei Canadian Pacific Steamship Company angehörte, die es im transatlantischen Passagier- und Postverkehr zwischen Großbritannien und Kanada einsetzte. Während des Ersten Weltkriegs kurzzeitig als Truppentransporter genutzt, wurde die Mount Temple am 6. Dezember 1916 etwa 600 Seemeilen westlich des Fastnet-Felsens von dem deutschen Hilfskreuzer Möve versenkt.

## Das Schiff
Das 8790 BRT große Dampfschiff wurde auf der Werft Armstrong-Whitworth in Low Walker (Newcastle upon Tyne) gebaut und lief dort am 18. Juni 1901 vom Stapel. Es wurde für den Nordatlantik-Dienst der britischen Reederei Elder Dempster & Company gebaut und nach William Cowper-Temple, 1. Baron Mount Temple (1811–1888), einem englischen Politiker, Lord of the Admiralty und Vorsitzenden von Armstrong-Whitworth, benannt. Die Mount Temple war 147,8 Meter lang, 18 Meter breit und hatte einen Tiefgang von 9,3 Metern. Sie war mit einem Schornstein, vier Masten und zwei Propellern ausgestattet und wurde von zwei Dreifachexpansions-Dampfmaschinen der Wallsend Slipway Company angetrieben, die 694 nominale PS leisteten und eine Geschwindigkeit von 13 Knoten ermöglichten.
Am 19. September 1901 lief die Mount Temple zu ihrer Jungfernfahrt nach New Orleans aus. Ab dem 4. November 1901 unternahm sie zwei Fahrten als Truppentransporter im Zweiten Burenkrieg. Danach war sie wieder im kommerziellen Verkehr zwischen Großbritannien und New Orleans tätig, bis Elder Dempster & Company ihren Kanadadienst und die dazugehörigen Schiffe 1903 an Canadian Pacific abgab.
Mit einer Kapazität für 14 Passagiere in der Ersten und 1250 in der Dritten Klasse legte die Mount Temple am 17. Mai 1903 zu ihrer ersten Atlantiküberquerung von Liverpool nach Quebec und Montreal ab. Auf dieser Route vollendete sie sieben Rundfahrten. Ab dem 27. März 1904 wurde sie auf die Route von London über Antwerpen nach Saint John in New Brunswick umgesetzt. Am 1. Dezember 1907 strandete das Schiff mit 600 Menschen an Bord bei West Ironbound Island an der Küste von Nova Scotia. Passagiere und Besatzung wurden sicher an Land gebracht, aber das Schiff selbst wurde erst am 16. April 1908 geborgen.
Nach Ausbruch des Ersten Weltkriegs wurde die Mount Temple im September 1914 für den Dienst als Truppentransporter eingezogen, aber schon im darauffolgenden Jahr nahm sie ihren Passagierverkehr wieder auf. Während des Kriegs war eine 75-mm-Kanone am Heck des Schiffs montiert.

## Titanic-Zwischenfall
In der Nacht vom 14. auf den 15. April 1912 befand sich die Mount Temple 49 Meilen von der Titanic entfernt, als diese nach einer Eisbergkollision langsam unterging. Sie war eines der Schiffe mit der kürzesten Entfernung zur Titanic. Nachdem sie die Notrufe der Titanic empfangen hatte, nahm die Mount Temple Kurs auf sie. Kapitän James Henry Moore ließ sein Schiff jedoch nach kurzer Zeit stoppen, da es von Eis umgeben war und er keine sichere Passage gewährleisten konnte.
Als die Mount Temple schließlich am Morgen des 15. April am Unglücksort eintraf, waren die Überlebenden bereits von dem Cunard-Dampfer Carpathia aufgenommen worden. Direkt nach dem Unglück entstanden Kontroversen um die Mount Temple in Bezug auf ihre Geschwindigkeit in jener Nacht, ihre wahre Position und wie weit sie tatsächlich von der Titanic entfernt gewesen war. Es kam sogar das Gerücht auf, Kapitän Moore habe die Notraketen der Titanic ignoriert und die Mount Temple sei das nahe Schiff gewesen, dessen Lichter die Menschen an Bord der Titanic am Horizont gesehen hätten. Andere Theorien verdächtigen den Frachter Californian. Die Identität dieses Schiffs konnte jedoch nie völlig geklärt werden.

## Versenkung
Am 3. Dezember 1916 lief die Mount Temple unter dem Kommando von Kapitän Alfred Henry Sargent mit 116 Besatzungsmitgliedern zu einer Überfahrt nach Liverpool mit einem Zwischenstopp im französischen Brest aus. An Bord waren 710 Pferde für den Kriegseinsatz in Frankreich sowie 6250 Tonnen Fracht, darunter 3000 Tonnen Mais und 1400 Kisten Eier. Außerdem waren in den Laderäumen 22 Holzkisten mit Dinosaurierfossilien verstaut, die der amerikanische Paläontologe Charles H. Sternberg in der kanadischen Provinz Alberta ausgegraben hatte. Sie befanden sich auf dem Weg zu Sir Arthur Smith Woodward, dem Leiter der paläontologischen Abteilung des British Museum in London.
Drei Tage nach der Abfahrt wurde die Mount Temple mitten im Atlantik etwa 1200 Meilen nördlich der Azoren von dem deutschen Hilfskreuzer Möve unter dem Kommando von Korvettenkapitän Nikolaus Graf zu Dohna-Schlodien abgefangen. Die Mount Temple eröffnete zuerst das Feuer auf die SMS Möve, welches von ihr erwidert wurde. An Bord der Mount Temple starben vier Besatzungsmitglieder durch den Beschuss, drei Seeleute und der Chefsteward. Nach kurzem Kampf ergab sich die Besatzung der Mount Temple
Die über 100 Überlebenden des Schiffs wurden an Bord der SMS Möve genommen, die die Mount Temple daraufhin mit Granaten versenkte. Die Überlebenden wurden am 12. Dezember 1916 auf das als Prise genommene britische Schiff Yarrowdale transferiert, das am 31. Dezember in Swinemünde eintraf. Die US-Amerikaner unter ihnen wurden im März 1917 freigelassen, da die USA zu dem Zeitpunkt noch ein neutrales Land war. Die Übrigen kamen in Kriegsgefangenschaft.
Die Mount Temple war das vierte von insgesamt 18 Schiffen, die Canadian Pacific im Ersten Weltkrieg verlor.